# 康永恒
康永恒（1954年—），四川广安人，汉族，中华人民共和国政治人物、第十二届全国人民代表大会四川地区代表。
毕业于南充教育学院中文系。担任四川省广安市人大常委会副主任。2008年起担任全国人大代表。2013年，担任全国人大代表。